# 漁業補助金に関する協定
漁業補助金に関する協定（ぎょぎょうほじょきんにかんするきょうてい、英: Agreement on Fisheries Subsidies、通称：漁業補助金協定）は、 WTOドーハ・ラウンド交渉の一分野として、2001年から交渉開始され、2022年6月17日、第12回WTO閣僚会議において正式な国際条約としてWTO協定を改正し、漁業補助金に関する協定をWTO協定に追加するための改正議定書を採択。
その後、WTO加盟国において受諾手続きが行われ、発効に必要な加盟国の3分の2の受諾がされると発効する。改正議定書は、日本法においては、国会承認を経た「条約」とされており、そのための国会承認案件が、2023年3月27日に、閣議決定され、同日衆議院へ提出され、5月12日に衆議院で、6月9日に参議院で可決され国会の承認がされた。日本政府による改正議定書のＷT事務局長への寄託が7月3日に行われ、7月5日の官報号外第142号で、令和5年条約第3号として公布された。国内法の改正については、外務省は条約の説明書において「必要としない」 としている。

## 概要
漁業補助金協定は、WTO協定の附属書1Aに属する協定である
。
(1) 対象（1条）
WTO補助金協定の定義に基づく漁業補助金（養殖や内水面漁業に対する補助金は含まれず、海面漁獲漁業に対するもののみが協定の対象）
(2) ＩＵＵ漁業に対する規律（3条）
違法・無報告・無規制（ＩＵＵ：Illegal, Unreported, Unregulated）漁業に対する補助金を禁止（3.1条）。
(3)  乱獲資源に対する規律（4条）
• 乱獲状態にある資源に関連する漁業に対する補助金は禁止する（4.1条）が、
• ①資源管理等の「その他の措置」により資源回復を促している場合や②補助金自身が回復を促進する場合には、補助金供与が許される（4.3条）
(4) 無管理公海に対する規律（5.1条）
沿岸国及び地域漁業管理機関（RFMO）※の管轄外における漁業に対する補助金は禁止（5.1条）。
※RFMO（地域漁業管理機関）： 水産資源の保存・持続可能な利用の実現を目指し、個別の条約に基づいて設置される国際機関。沿岸国・地域及び高度回遊性魚種を漁獲する国等が参加し、対象資源の保存管理措置等を決定。
(5) 通報や透明性
漁業補助金の対象となる漁業の種類や漁獲量、資源状態、保存管理措置等をＷＴＯに通報（8.1条）し、定期的に開催される委員会において審査され、他の加盟国には質問の機会が与えられる（8.6条・9.24条）。
(6) 継続交渉
第12回WTO閣僚会議において正式な法的文書として作成されているが、なお交渉を継続し、より包括的な協定となるように追加の規定の策定を目指す規定があり、発効後4年以内に包括的規律が採択されない場合、一般理事会が別段の決定を行わない限り協定は失効する（12条）。